# Hawker Sea Fury
Хоукер «Си Фьюри» (англ. Hawker Sea Fury) — британский многоцелевой палубный истребитель. 
Разработан в ходе Второй мировой войны на основе истребителя Hawker Tempest; производился фирмой Hawker Aircraft Ltd. с 1945 до 1955 года. 
Это один из самых быстрых самолётов с одним поршневым двигателем в истории и последний поршневой истребитель, эксплуатируемый британскими ВВС.
Самолёт стоял на вооружении ряда стран и использовался, в том числе, во время Корейской войны.
Также имелся в ВВС Кубы и применялся против проамериканских «гусанос» во время высадки в заливе Свиней (1961).
Почти все самолёты «Си Фьюри» были выведены из боевой эксплуатации к концу 1950-х годов, пакистанские самолеты «Фьюри» оставались на службе до 1973 года.

## Боевое применение

### Корейская война
Самолет использовался как истребитель-бомбардировщик для поддержки наземных сил почти все время конфликта, активно участвовал в большинстве мер. Использовался авианосцами Великобритании и Австралии для поддержки Соединенных Штатов Америки, Sea Fury базировались на кораблях: HMS Glory , HMS Theseus , HMS Ocean и австралийском HMAS Sydney .
На раннем периоде конфликта самолеты взлетели 264 раза с борта авианосца Theseus . Затем, в декабре 1950, еще 332 вылета без боевых потерь.
Единственной потерей в этот период стал инцидент с американским B-29 Superfortress, перепутавшим модели самолетов и принявшим Sea Fury за вражеский самолет, после чего сбил его своими бортовыми турелями. После этого все союзные самолеты были окрашены и имели на себе яркие ленты на крыльях и корпусе, при наличии которых сразу было видно своих и чужих.
В 1952 году в воздухе появились новейшие МиГ-15 китайских ВВС, что представляло значительную угрозу для Sea Fury и других самолетов подобного типа из-за значительного преимущества реактивного самолета в скорости.
8 августа 1952 года лейтенант Британских военно-морских сил Питер Кармайкл находился на патрулировании, на котором в один момент заметил пролетавший рядом китайский МиГ-15. В ходе этого патрулирования Питер успешно уничтожил реактивный самолет китайцев.
Всего в ходе войны было потеряно 62 самолета

## Тактико-технические характеристики
Источник данных: Hawker's Tempestuous Finale, Flight International

Технические характеристики
- Экипаж: 1 человек
- Длина: 10,566 м
- Размах крыла: 11,703 м
- Высота: 4,81 м
- Площадь крыла: 26 м²
- Масса пустого: 4 191 кг
- Нормальная взлётная масса: 5 602 кг
- Максимальная взлётная масса: 6 645 кг
- Силовая установка: 1 × воздушный Bristol Centaurus XVIII
- Мощность двигателей: 1 × 2560 л. с. (1 × 1850 кВт)

Лётные характеристики
- Максимальная скорость: 735 км/ч
- Практическая дальность: 1120 км
- Практический потолок: 10 910 м
- Скороподъёмность: 1059 м/мин
- Нагрузка на крыло: 264,3 кг/м²

Вооружение
- Стрелково-пушечное: четыре 20-мм пушки
- Неуправляемые ракеты: 12х76.2-мм НУРС
- Бомбы: может нести до 907 кг бомб